# Linarejos
Linarejos (en carballés Llinareyos) es una localidad española del municipio de Manzanal de Arriba, en la provincia de Zamora, comunidad autónoma de Castilla y León.

## Geografía
Está situado en el corazón de la sierra de la Culebra, reserva regional de caza desde 1973, donde habita en libertad una de las mayores poblaciones de lobo de Europa Occidental y una rica fauna entre la que destacan el jabalí y el ciervo, del que se pueden contemplar los más espectaculares ejemplares en estado salvaje. Además, en Linarejos se puede disfrutar de un bello paisaje y un rico patrimonio, como las pinturas rupestres de la Covacha de Portillón y el Canchal de Melendro, ambas declaradas bienes de interés cultural. Además, en sus cercanías se encuentra la estación ferroviaria de Linarejos-Pedroso, con servicios de media distancia.

## Historia
La Covacha del Portillón conserva una de las pocas muestras de arte esquemático prehistórico existente en la provincia de Zamora. Se encuentra situada al sur de Linarejos, muy cerca del Peña Mira, el punto más elevado de la sierra de la Culebra, un lugar desde el que se domina la totalidad del valle adyacente, lo que implica una ubicación estratégica notable. Se trata de una pequeña cavidad de origen cuarcítico y de dimensiones reducidas (9 m de largo, 3,5 m de ancho y 3m). La entrada está orientada al norte, dominando el paso del Portillón, aunque al sur de la misma hay otra abertura, más reducida, que da luz al interior. Desde la covacha se contempla todo el valle adyacente. Desde este lugar también se divisa el cercano Canchal de Melendro, también con representaciones esquemáticas, que se encuentra ubicado en la parte opuesta de dicho valle. Destaca la representación de un bastón, una serie de cuatro barras o puntos de diversos tamaños y tres figuras antropomorfas, una de ellas con un arma o bastón de mando en su brazo izquierdo.
Las pinturas del Abrigo de Melendro están al sur del paso del Portillón, en las inmediaciones del arroyo de Melendro. Está orientado hacia el oeste y mide 10 m de anchura. Desde allí se puede observar la Covacha del Portillón, dato que puede indicar cierta conexión entre ambos yacimientos. Sus pinturas esquemáticas representan una serie de cuatro grupos compuestos por sucesiones de barras, realizadas en colores rojizos. En uno de los grupos aparecen sólo dos barras (40 mm de longitud), junto a otra que tiene forma de figura antropomorfa (70 mm) que está aislada.
En la Edad Media, Linarejos quedó integrado en el Reino de León, cuyos monarcas acometieron la repoblación del oeste zamorano.
Posteriormente, al reestructurarse las provincias y crearse las actuales en 1833, Linarejos quedó integrado en la provincia de Zamora, dentro de la Región Leonesa, pasando a formar parte en 1834 del partido judicial de Puebla de Sanabria.

## Patrimonio

### Histórico
La iglesia parroquial es el edificio más notable de Linarejos. En su término se encuentra la Covacha de Portillón y el Canchal de Melendro, ambos declarados bienes de interés cultural el 25 de junio de 1985, en la categoría de arte rupestre.

### Natural
- Sierra de la Culebra
- Sierra de la Culebra (Red Natura 2000)

## Festividades
En Linarejos se celebra la fiesta de Las Candelas el 21 de mayo, en lugar de su fecha oficial del 2 de febrero. También son relevantes la festividad de Pentecostés y la semana cultural de "La Murujona", el 17 de agosto.

## Demografía
| Gráfica de evolución demográfica de Linarejos entre 2000 y 2020                          |
|                                                                                          |
| Fuente: Instituto Nacional de Estadística de España - Elaboración gráfica por Wikipedia. |

## Comunicaciones
A pesar de su ubicación, de difícil acceso, entre Linarejos y Pedroso se encuentra la estación ferroviaria de Linarejos-Pedroso, con servicios de Media Distancia. Se encuentra situada a 965 metros de altitud y en el punto kilométrico 88,432 de la línea férrea de ancho ibérico que une Zamora con La Coruña (vía Orense), entre las estaciones de Cabañas de Aliste y Puebla de Sanabria. El tramo es de vía única y está sin electrificar.